# Téli menedék
A Téli menedék (eredeti cím: The Lodge) 2019-ben bemutatott brit-amerikai horror-thriller, melyet Veronika Franz és Severin Fiala rendezett, valamint Franz, Fiala és Sergio Casci írt. A főszereplők Riley Keough, Jaeden Lieberher, Lia McHugh, Alicia Silverstone és Richard Armitage.
A projektet 2017 októberében jelentették be, Riley Keough csatlakozott a film szereplőihez, Franz és Fiala pedig Sergio Casci mellett írták a forgatókönyvet. A stáb nagy része 2018 februárjában csatlakozott, és a fő forgatás 2018 márciusában kezdődött, és ugyanabban a hónapban fejeződött be.
Világpremierje 2019. január 25-én volt a Sundance Filmfesztiválon. Eredetileg a tervek szerint a Neon 2019 novemberében mutatta volna be az Amerikai Egyesült Államokban, azonban a következő évre tolta a megjelenést. Korlátozott megjelenést kapott az Egyesült Államokban 2020. február 7-én, ami február 21-re tolódott.
A film általánosságban pozitív értékeléseket kapott a kritikusoktól, sokan dicsérték az előadásokat, a rendezést és a forgatókönyvet, valamint a horror elemeket.
A film végigköveti a hamarosan megérkező mostohaanyát, aki Karácsonykor napján vőlegényének két gyermekével, a téli kabinban reked. Ő és a gyerekek számos megmagyarázhatatlan eseményt élnek meg, amelyek úgy tűnik, hogy összefüggenek a múltjával.

## Cselekmény
Richard (Richard Armitage) az ünnepek alatt elviszi Aidan (Jaeden Lieberher) és Mia (Lia McHugh) nevű gyermekeit a távoli téli kabinjába azt remélve, hogy szeretni fogják a szintén oda utazó új barátnőjét, Grace-t.
A gyerekek nem kedvelik Grace-t, mert őt okolják anyjuk (Alicia Silverstone) haláláért, ám hamarosan felfedezik a nő sötét múltját, mivel egyedüli túlélő volt egy tömeges öngyilkosságoknak / gyilkosságoknak. Ugyancsak megtudják, az apjuk mindent tud a történtekről. Azonban úgy tűnik, Grace már túllépett a borzalmas múltján, bár továbbra is orvosi gyógyszereket szed, amik segíthetnek helyrehozni állapotát.
Hamarosan Richard hirtelen elmegy a munkahelyére, viszont vonakodik együtt hagyni őket hármasban. Egy reggelen arra ébrednek, hogy nincs fűtés, se áram, még a mobiltelefonjuk sem működik. A hatalmas hóvihar miatt pedig nem tudnak kijönni a házból, Grace furcsán kezd el viselkedni – valószínűleg azért, mert elfogytak a tablettái, vagy mert a gyerekek, akik nem próbálják elrejteni a gyűlöletüket iránta, megőrjítik.

## Szereplők
| Szerep         | Színész            | Magyar hang       |
| -------------- | ------------------ | ----------------- |
| Grace Marshall | Riley Keough       | Mikecz Estilla    |
| Aidan Hall     | Jaeden Lieberher   | Kálmán Barnabás   |
| Mia Hall       | Lia McHugh         | Kobela Kíra       |
| Richard Hall   | Richard Armitage   | Welker Gábor      |
| Laura Hall     | Alicia Silverstone | Nemes Takách Kata |
| Aaron Marshall | Danny Keough       | Lovas Dániel      |